# Episodi di Flikken (prima stagione)
La prima stagione della serie televisiva Flikken è stata trasmessa in anteprima in Belgio dalla één tra il 17 ottobre 1999 e il 9 gennaio 2000.
| nº | Titolo originale       | Titolo italiano | Prima TV Belgio  | Prima TV Italia |
| -- | ---------------------- | --------------- | ---------------- | --------------- |
| 1  | Partners               | inedito         | 17 ottobre 1999  | inedito         |
| 2  | Lijfwacht              | inedito         | 24 ottobre 1999  | inedito         |
| 3  | Lopend vuur            | inedito         | 31 ottobre 1999  | inedito         |
| 4  | Dood spoor             | inedito         | 7 novembre 1999  | inedito         |
| 5  | In dubio               | inedito         | 14 novembre 1999 | inedito         |
| 6  | Sloopwerk              | inedito         | 21 novembre 1999 | inedito         |
| 7  | Ooggetuige             | inedito         | 28 novembre 1999 | inedito         |
| 8  | Slagen en verwondingen | inedito         | 5 dicembre 1999  | inedito         |
| 9  | Pickpocket             | inedito         | 12 dicembre 1999 | inedito         |
| 10 | Doodrijder             | inedito         | 19 dicembre 1999 | inedito         |
| 11 | Schoolplicht           | inedito         | 26 dicembre 1999 | inedito         |
| 12 | Op voorschrift         | inedito         | 2 gennaio 2000   | inedito         |
| 13 | Volle maan             | inedito         | 9 gennaio 2000   | inedito         |